# Eranthemum macrophyllum
Eranthemum macrophyllum là một loài thực vật có hoa trong họ Ô rô. Loài này được Wall. ex Nees mô tả khoa học đầu tiên năm 1832.